# 터브만버그
터브만버그(영어: Tubmanburg)는 라이베리아 보미 주의 주도로 인구는 13,114명(2008년 기준, 남자 6,555명, 여자 6,559명)이다.